# 반드레드
《반드레드》(Vandread, 일본어: ヴァンドレッド)는 곤조가 제작한 풀 디지털 애니메이션이다. 시리즈는 반드레드1, 반드레드2, 반드레드 태동편, 반드레드 격투편이 있다.
대한민국에서는 챔프TV에서 반드레드 1,2를 묶어 반드레드로 방영되었다.